# نقشه خانوادگی
نقشه خانوادگی (به انگلیسی: The Family Plan) یک فیلم کمدی اکشن آمریکایی محصول سال ۲۰۲۳ به کارگردانی سایمون سلان جونز، نویسندگی دیوید کوگشال با بازی مارک والبرگ، میشل موناهن و سعید تغماوی است. این فیلم که توسط استودیو اپل و اسکای‌دنس مدیا تهیه شده است. قسمت دوم این فیلم با عنوان نقشه خانوادگی ۲ قرار است در سال ۲۰۲۶ منتشر شود.

## خلاصه داستان
این فیلم داستان مردی به نام دن مورگان در حومه شهر را روایت می‌کند که وقتی گذشته‌اش به‌عنوان یک آدمکش حرفه‌ای به سراغش می‌آید، مجبور می‌شود همسر و سه فرزندش را بدون آنکه متوجه هویت واقعی او شوند، از مهلکه فراری بدهد.

## تولید
فیلمبرداری در اکتبر ۲۰۲۲ در آتلانتا، جورجیا، با عنوان کاری، جاده تعطیلات آغاز شد. عکس‌هایی از یک هلیکوپتر در مرکز شهر بوفالو، نیویورک در اوایل نوامبر فیلم‌برداری شد. یک بستنی فروشی در کلرمونت، جورجیا، برای این فیلم به رستوران لامبرت تبدیل شد. در فوریه ۲۰۲۳، فیلمبرداری را به پایان رساند.

## بازخوردها
- در وب‌سایت جمع‌آوری نقد راتن تومیتوز از رای ۳۶ نقد منتقد، با میانگین امتیاز ۴٫۴ از ۱۰ مثبت است.
- در متاکریتیک، که از میانگین وزنی استفاده می‌کند، بر اساس رای ۱۱ منتقد، امتیاز ۳۹ از ۱۰۰ را به فیلم اختصاص داد که نشان‌دهنده نقدهای «به‌طور کلی نامطلوب» است.